# 安孫子薫
安孫子 薫（あびこ かおる、1951年 - ）は、日本の経営者。株式会社チャックスファミリー 代表取締役社長。コンサルティングや講演活動を行っている。
株式会社シーレイズの所属講師。

## 略歴
- 1951年：山形県生まれ。
- 1974年：報知新聞社 入社。
- 1982年：株式会社オリエンタルランド 入社。カストーディアル部門（清掃）に配属となり、米国ディズニーランドにてパーク運営の考え方を学ぶ。
- 1983年：東京ディズニーランド グランドオープン。カストーディアル部門を清掃専門集団からゲストサービス集団へ改革に努め成果を上げる。その後、ゼネラルサービス部長・カストーディアル部長を務め、東京ディズニーシー開業に向けた準備、2パーク運営体制の確立を行う。
- 2002年：東京ディズニーランド・東京ディズニーシー 運営部長 就任。全アトラクション運営およびゲストリレーション、ゲスト誘導等のサービス業務を行う。
- 2006年：東京ディズニーリゾート 運営部長 就任。「ディズニーアカデミー」事業、「インフォメーションセンター」「駐車場運営管理」業務を行う。
- 2007年：KCJ GROUP株式会社 入社。キッザニア東京副総支配人として、こどもの職業体験施設の運営、営業基盤の整備に努める。
- 2008年：株式会社チャックスファミリー 設立。

（以上より）

## 著書
- 『ディズニーの片づけ』中経出版、2013年10月30日。ISBN 978-4046000163。
- 『ディズニーの魔法のおそうじ』小学館、2013年6月3日。ISBN 978-4098251650。
- 『「お客様の幸せ」のためにディズニーはまず「おそうじ」を考えた』小学館、2011年10月28日。ISBN 978-4093882132。

## 共著
- 『ディズニーとキッザニアに学ぶ、子どもがやる気になる育て方』総合法令出版、2013年5月21日。ISBN 978-4862803603。